# 양주호
양의주호 (1980년 ~ )은 대한민국의 배우이다.

## 배우 활동
2003년 KBS 20기 공채 탤런트에 합격한 이후 텔레비전 배우로의 활동을 시작하였다. 2004년부터 본격적으로 TV 드라마 활동으로 뛰어들었다. 《아름다운 유혹》, 《금쪽같은 내새끼》, 《쾌걸 춘향》 등이 흥행하면서 배우로 인정받았다.

## 학력
- 서울대곡초등학교
- 휘문중학교
- 개포고등학교
- 홍익대학교 기계시스템디자인공학 학사

## 출연 작품

### 영화
- 2018년 《머니백》 - 총포상 역
- 2015년 《라이트 마이 파이어》
- 2015년 《쓰리 썸머 나잇》 - 클럽매니저 역 (우정출연)
- 2012년 《배드 어스》 - 이대리 역
- 2011년 《써니》 - 보험회사 점장 역 (우정출연)
- 2008년 《아기와 나》 - 한가닥 역
- 2006년 《카리스마 탈출기》 - 표정식 역
- 2006년 《사랑하니까, 괜찮아》 - 용구 역
- 2004년 《후유증》 - 허정 역
- 2004년 《밀리터리 탱고》 - 섹시맨 역
- 2003년 《...ing》 - 레스토랑 종업원 역
- 2001년 《두사부일체》 - 반학생 역

### 드라마 & 시트콤
- 2022년 MBC 《팬레터를 보내주세요》 - 드라마 감독 역
- 2022년 ENA 《얼어죽을 연애따위》
- 2022년 SBS 《오늘의 웹툰》 - 신지원 역
- 2022년 MBC 《지금부터, 쇼타임!》 - 변태식 역
- 2021년 tvN 《보이스 4》 - 고원기 역
- 2021년 KBS2 《오케이 광자매》 - 402호 역
- 2020년 MBN 《나의 위험한 아내》 - 도현 역
- 2019년 OCN 《달리는 조사관》
- 2019년 JTBC 《으라차차 와이키키 2》
- 2018년 OCN 《신의 퀴즈: 리부트》 - 남상복의 매형 역
- 2017년 SBS 《다시 만난 세계》 - 제보자 역
- 2017년 OCN 《터널》 - 오 기자 / 오지훈 역
- 2017년 JTBC 《힘쎈여자 도봉순》 - 넉보이 역
- 2016년 MBC 《마이 리틀 베이비》
- 2016년 JTBC 《욱씨남정기》 - 양주호 팀장 역
- 2015년 SBS 《마을》 - 박진철 역
- 2015년 KBS2 《부탁해요, 엄마》 - 황변호사 역
- 2015년 KBS2 《오렌지 마말레이드》
- 2014년 SBS 《펀치》
- 2014년~2015년 MBC 《전설의 마녀》 - 탁귀한 역
- 2014년 SBS 《너희들은 포위됐다》 - 송기득의 둘째 아들 역
- 2014년 SBS 《엔젤 아이즈》 - 소방대원들을 장난전화로 불러낸 남자 역
- 2014년 SBS 《신의 선물 - 14일》 - 김신유 / 헤파이토스 역
- 2013년~2014년 SBS 《별에서 온 그대》 - 발레파킹 해달라는 진상 손님 역
- 2013년 tvN 《감자별 2013QR3》 - 김도상 변호사 사무실 사무장 역
- 2013년 tvN 《푸른거탑》 - 이문식 회사상사 역
- 2012년~2013년 KBS2 《내 딸 서영이》 - 방송 MC 역
- 2011년 KBS2 《강력반》 - 최태수 역
- 2010년 KBS2 《KBS 드라마 스페셜 연작 시리즈 - 락 ROCK 樂》
- 2010년 MBC 《김수로》 - 석칠 역
- 2010년 MBC 《주홍글씨》 - 최성조 역
- 2010년 SBS 《자이언트》 - 유찬영 역
- 2010년 SBS 《별을 따다줘》
- 2010년 MBC 《파스타》 - 주방보조 알바생 역
- 2008년 MBC 《하얀 거짓말》
- 2007년 SBS 《황금신부》
- 2006년 MBC 《MBC 베스트극장 - 그남자의 질투》 - 양찬모 역
- 2006년 MBC 《소울메이트》 - 주호 역
- 2006년 MBC 《발칙한 여자들》 - 루키 매니저 역
- 2006년 SBS 《내 사랑 못난이》 - 의사 역
- 2005년 SBS 《건빵선생과 별사탕》 - 김영송 역
- 2005년 KBS2 《쾌걸 춘향》 - 김동수 역
- 2004년 KBS2 《드라마시티 - 벚꽃 며느리》 - 배달원 역
- 2004년 KBS1 《금쪽같은 내새끼》 - 안진수 역
- 2004년 KBS2 《아름다운 유혹》
- 2004년 KBS2 《낭랑 18세》 - 권혁준의 법학과 후배 역
- 2004년 KBS2 《드라마시티 - 손수건을 흔들며》 - 광구 역

### 연극
- 2006년 《강남역 네거리 3》

### 광고
- 2004년 팔도 왕뚜껑
- 2005년 롯데제과 옥동자
- 2016년 광동제약 비타500

## 홍보대사 활동
- 2005년 제6회 장애인영화제 - 장애인과 함께 영화보기 홍보대사